# St Peter's College Auckland

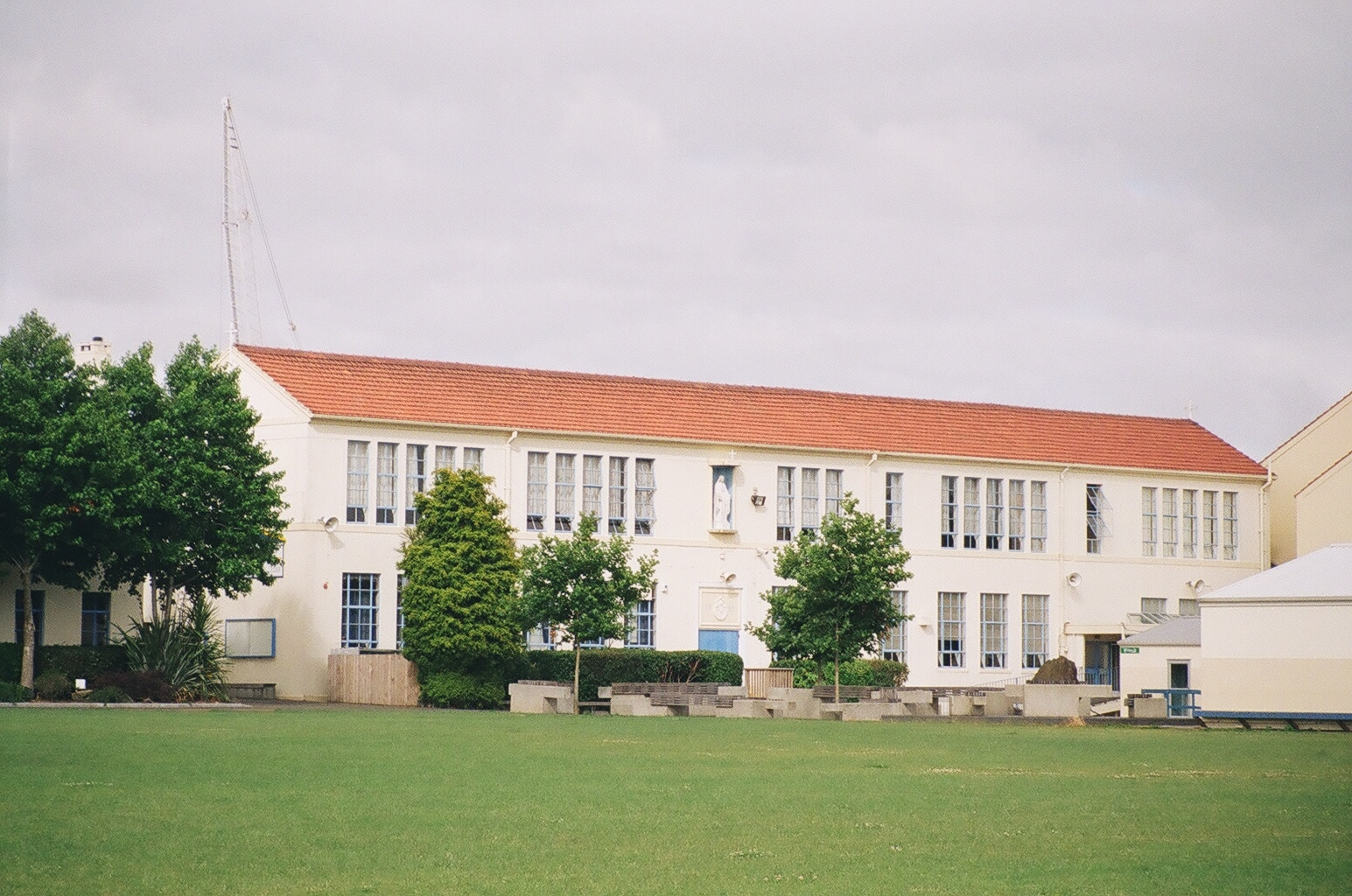
St Peter's College, Bro O'Driscoll Building (1939, additions 1944)

De St Peter's College, Auckland is een middelbare school voor uitsluitend jongens in Auckland, Nieuw-Zeeland. Het is een van de grootste katholieke scholen van Nieuw-Zeeland. Tot de leerlingen van deze school behoorden onder andere de dichter Sam Hunt en de koopman en varensgezel Michael Fay.